# Mus macedonicus
Mus macedonicus är en däggdjursart som beskrevs av Pyotr N.Petrov och Ruzic 1983. Mus macedonicus ingår i släktet Mus, och familjen råttdjur. IUCN kategoriserar arten globalt som livskraftig. Inga underarter finns listade.

## Beskrivning
En liten gnagare med en kroppslängd på 7 till 10 cm exklusive den 6,5 till 8 cm långa, nästan nakna svansen, och en vikt mellan 11 och 26 g. Arten påminner i kroppsformen om en husmus, men pälsen är gråbeige till mörkare gråbrun på ovansidan, och vit till ljusgrå på buken.

## Ekologi
Arten förekommer i många olika habitat som åkermark, fruktträdgårdar, olivlundar, vägrenar, buskvegetation, sanddyner, vassruggar samt flodbankar och wadier. Den undviker alltför torra områden (minimum är 400 mm regn per år), skog och direkt kontakt med människor. Arten håller sig främst på låglänta områden (i regel ej över 800 m; i Europa under 500 m).
Födan består av växtdelar, framför allt frön. Parningen sker i huvudsak under maj till augusti.

## Utbredning
Utbredningsområdet omfattar södra Balkan, Turkiet, Kaukasus och Mellanöstern söderut till Israel, Palestina och Jordanien samt österut till Iran.